# بورصة غانا
بورصة غانا هي البورصة الرئيسية في غانا . تأسست البورصة في يوليو 1989 مع بدء التداول في عام 1990. وهي تدرج حاليًا 42 سهمًا (من 37 شركة ) وسندات شركتين . يمكن إدراج جميع أنواع الأوراق المالية . تشمل معايير الإدراج كفاية رأس المال والربحية وانتشار الأسهم وسنوات التواجد وكفاءة الإدارة. يقع مقرها داخل سيدي البيت في أكرا .

## الوسطاء المرخصون
تتضمن المواقع الإلكترونية لأعضاء المتعاملين المرخص لهم لبورصة غانا للأوراق المالية معلومات مفصلة حول البورصة والأسعار اليومية وأبحاث الشركة والروابط الأخرى. يشمل الوسطاء المرخصون في GSE:
- (بالإنجليزية) بنك ستانبيك غانا
- (بالإنجليزية) IC Securities نسخة محفوظة 11 ديسمبر 2009 على موقع واي باك مشين.
- (بالإنجليزية) مجموعة بنك المعلومات
- (بالإنجليزية) جولد كوست للأوراق المالية
- (بالإنجليزية) NTHC
- (بالإنجليزية) وسطاء خصم الأوراق المالية
- (بالإنجليزية) FirstBanC Brokerage Services Ltd
- (بالإنجليزية) Merban Stockbrokers Ltd